# Манич-Гудило
Манич-Гудило (Великий Манич, Гудило) — велике солоне озеро в Калмикії, Ставропольському краї та  Ростовській області на півдні Росії, розташоване в центрі Кумо-Маницької западини. Озеро є реліктом, тобто залишком величезної водойми, що з'єднувала в доісторичні часи Каспійське море з  Чорним. Площа озера мінлива, в середньому становить 344 км², середня глибина 0,6 м.

## Гідрологічний режим і природно-кліматичні умови
До будівництва Пролетарського водосховища (1939–1941 роки) розміри озера відчували значні коливання. В окремі роки озеро висихало майже повністю. По сухому і гладкому дну в 1926 їздили автомобілі. У багатоводні роки, навпаки, довжина і глибина озера збільшувалася (в 1885 і 1922, наприклад, глибина сягала 2,2 метра).
З 1998 в озері спостерігалося зниження рівня води і зростання солоності води, яка в 2000 становила 20–30 г/л. Мінералізація води тут радше морська (17–29 г/л), ніж прісноводна. Солоність озера залежить від кількості прісної води, що надходить по річках Єгорлик та Калаус.
Клімат озера — різко континентальний, з морозами до -30 °С взимку та спекою до +40 °C влітку.

## Флора і фауна
Манич-Гудило є важливим центром гніздування та міграції багатьох видів птахів, серед яких білолоба гуска, червоновола казарка, гуска мала, гуска сіра, рожевий пелікан, кучерявий пелікан, косар, сіра чапля, чорноголовий реготун, мартин жовтоногий, мартин тонкодзьобий, чоботар, кулик-довгоніг, мала біла чапля, коровайка. Озеро розташоване в межах найбільшої міграційної траси в Євразії, що з'єднує Західний Сибір, Таймир та Казахстан з Близьким і Середнім Сходом, Північною та Східною Африкою. В даний час угіддя є одним з найбільших місць тривалих зупинок мігруючих гусеподібних і навколоводних птахів в межах Росії. Загальний масштаб міграції різними авторами оцінюється так: качок — 800–1500 тис. особин, гусей — 350–600 тис. особин, з яких червоноволих казарок не менш 16 тисяч особин, або близько 33 % світової популяції.
Східна частина акваторії озера з 12 островами та прибережної буферною зоною в межах республіки Калмикія складає ділянку «Манич-Гудило» (орнітологічна філія) державного біосферного заповідника «Чорні землі» площею 27,6 тис. га.
На західних водно-болотних угіддях озера та сусіднього Пролетарського водосховища утворений державний природний заповідник «Ростовський» загальною площею 9464,8 га і його охоронна зона площею 74,35 тис. га.

## Острови
- Водний — розташований в центрі Манич. На острові вже понад 50 років живе табун здичавілих коней. Вільний табун — одна з визначних пам'яток державного природного заповідника «Ростовський». Ніхто не знає, як і коли потрапили коні на острів Водний. Острів довжиною 12 км і шириною до 4 км прихистив новоселів, немає тут тільки прісної води. Тому водопій коней в літній час, коли температура повітря досягає +30–40 градусів, ведеться співробітниками заповідника. Завдяки турботам співробітників заповідника, кількість коней в табуні становить сьогодні більше 300.[4]
- Пташиний — довжина його 100 м, ширина до 20 метрів. Тут зростає очерет, що говорить про наявність на острові прісних джерел. На острові гніздяться: косар, чайка-реготуха, мала біла чапля, лебеді-шипуни, іноді кучерявий пелікан та інші види птахів. Величезні зграї пернатих щорічно скупчуються на водоймах, островах і берегах озер Маницький.[4]